# Steve Peat
Steve Peat (ur. 17 czerwca 1974 w Chapeltown) – brytyjski kolarz górski, pięciokrotny medalista mistrzostw świata, czterokrotny medalista mistrzostw Europy i trzykrotny zdobywca Pucharu Świata.

## Kariera
Pierwszy sukces w karierze Steve Peat osiągnął w 1999 roku, kiedy zajął drugie miejsce w klasyfikacji downhillu Pucharu Świata w kolarstwie górskim. W klasyfikacji tej na podium stawał jeszcze sześć razy, w tym trzykrotnie na najwyższym stopniu: w latach 2002, 2004 i 2006. W 2000 roku wystartował na mistrzostwach świata w Sierra Nevada, gdzie zdobył srebrny medal. W zawodach tych wyprzedził go jedynie Amerykanin Myles Rockwell, a trzecie miejsce zajął Mickaël Pascal z Francji. Wynik ten Peat powtórzył na MŚ w Vail (2001), MŚ w Kaprun (2002) i MŚ w Val di Sole (2008). W dwóch pierwszych przypadkach wyprzedził go tylko Francuz Nicolas Vouilloz, a w trzecim zwyciężył jego rodak Gee Atherton. Ostatni medal wywalczył na rozgrywanych w 2009 roku mistrzostwach świata w Canberze, gdzie w swojej koronnej konkurencji okazał się najlepszy. Nigdy nie wystartował na igrzyskach olimpijskich.
Ponadto Peat zdobył trzy medale w downhillu podczas mistrzostw Europy: złote w Rhenen (2000) i Wałbrzychu (2004) oraz brązowy w Kluisbergen (2005). Na ME w Rhenen wywalczył również srebrny medal w dual slalomie, ulegając jedynie Mickaëlowi Deldycke z Francji.